# Nim's Island
Nim's Island (Nederlandse titel: Nims Eiland) is een film onder regie van Jennifer Flackett en Mark Levin, die uitkwam in 2008. De film is gebaseerd op een boek van Wendy Orr.
In de Nederlandse en Vlaamse bioscopen werd de film uitsluitend in een Nederlandstalige nasynchronisatie uitgebracht, met de stemmen van onder anderen Laura Vlasblom en Dieter Troubleyn.

## Verhaal
De film vertelt het verhaal van het eiland van Nim, een magische plek waar alles kan gebeuren. Hier woont Nim, een fantasierijk meisje. Ze is dol op Alex Rover, een personage uit een boek. De avonturier geeft haar de inspiratie voor de gebeurtenissen op deze plek.

## Rolverdeling
- Abigail Breslin als Nim Rusoe
- Jodie Foster als Alexandra Rover
- Gerard Butler als Jack Rusoe / Alex Rover
- Michael Carman als Kapitein